# HK Trnava
Hokejový klub Trnava nebo Trnava Gladiators je klub ledního hokeje, sídlící ve slovenském městě Trnava.
První zpráva o trnavském hokeji pochází z roku 1923, kdy místní výběr nastoupil na orelském hřišti proti 1. ČsŠK Bratislava. Ve třicátých letech trnavští působili v Západoslovenské župě, v roce 1957 vznikl hokejový oddíl Spartak Trnava, který působil ve třetí nejvyšší československé soutěži. Ve městě působilo také vojenské mužstvo Dukla Trnava, který hrál v letech 1969 až 1973 1. slovenskou národní hokejovou ligu a zanikl po zrušení starého zimního stadionu. V roce 1998 postoupili trnavští hokejisté do druhé nejvyšší soutěže, tehdy pod názvem Harvard Trnava jako farmářský klub Slovanu Bratislava, v němž krátce působil i Miroslav Šatan. Spolupráce byla ukončena v roce 2000 a tým se ze soutěže odhlásil. Znovu postoupil už jak HK Trnava v roce 2004 a od té doby hraje druhou nejvyšší soutěž nepřetržitě, nejlepšími výsledky bylo 3. místo v letech 1999, 2000, 2008, 2009 a 2014. Trnava má také úspěšné mládežnické týmy, dorostenci působí ve slovenské extralize.